# Mickey Parade
Mickey Parade è stata una rivista a fumetti francese che pubblicava storie dei personaggi Disney, principalmente di autori italiani.
Il primo numero risale al 3 aprile 1966, edito dalla società Edi-Monde. Dopo numerosi cambiamenti nel gennaio 2002, Mickey Parade ha cambiato nome per diventare Mickey Parade Géant, cambiando anche il formato carta e ridiventando bimestrale. Con il numero 397, uscito nel mese di ottobre 2023, cessa le pubblicazioni dopo oltre 57 anni.